# Rilipertus facialis
Rilipertus facialis är en stekelart som först beskrevs av Thomson 1892.  Rilipertus facialis ingår i släktet Rilipertus och familjen bracksteklar. Arten är reproducerande i Sverige. Inga underarter finns listade i Catalogue of Life.